# Plotosus limbatus
Plotosus limbatus es una especie de peces de la familia Plotosidae en el orden de los Siluriformes.

## Morfología
• Los machos pueden llegar alcanzar los 41 cm de longitud total.

## Distribución geográfica
Se encuentra desde las costas de Madrás y Malabar (India) hasta el África Oriental, incluyendo Sudáfrica.